# セムナーン衛星発射センター
セムナーン衛星発射センター（セムナーンえいせいはっしゃセンター、英語: Semnan Satellite Launch Center）は、イランのセムナーン州にあるロケット発射場である。セムナーン衛星発射センターはイラン国内唯一の衛星発射センターであり、セムナーン南東部に広がるカヴィール砂漠の中に存在する。
2009年2月2日にイランの2つ目の衛星、オミードがロケットの「サフィール」（Safir、使者を意味する）に乗せてセムナーン衛星発射センターから初めて打ち上げられた。2010年5月にはスィーモルグの発射を可能にするため、当初発射台のあった位置から4kmの地点に新たな大型の発射台を設置を開始した。
北朝鮮による技術支援を受けて開発されたとされるスィーモルグは2013年に打ち上げられる予定である。
2014年2月、長距離地対地弾道ミサイルとレーザー誘導ミサイル「ビナ」の発射に成功した。